# Propagatietijd
Propagatietijd is de tijd die  verstrijkt voordat een digitale bouwsteen reageert op veranderingen aan de ingang en deze verwerkt tot zijn uitgangssignaal. Deze tijd is afhankelijk van de constructie van de bouwsteen (bijvoorbeeld de 4000-serie CMOS, 74LS, 74F, ECL), van de voedingspanning en van de omgevingstemperatuur. 

## Gevolgen van propagatietijd
Als een signaal door meerdere bouwstenen moet, worden de propagatietijden van de verschillende bouwstenen bij elkaar opgeteld. Het gevaar is dat een bouwsteen aan het einde van de keten afhankelijk is van signalen die verschillende propagatietijden hebben; dit kan tot racecondities leiden, waarbij de uitgang tijdelijk verkeerde signalen afgeeft (glitches). Een bekend voorbeeld is de asynchrone ripple counter waarbij het kloksignaal bij het minst significante bit maar door één flipflop hoeft, maar elk volgend bit door steeds een extra flip-flop moet; de propagatietijd is voor elk bit anders.
Bij een circuit waar flip-flops gebruikt worden kunnen door propagatietijden de setup- en hold-tijden van de flip-flop buiten de gespecificeerde minimumtijden van de flip-flop vallen, waardoor deze metastabiel kan worden. 